# Robert Gonera

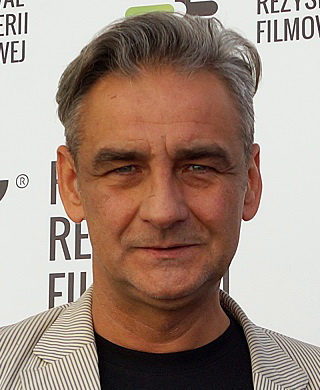
Robert Gonera (2018)

Robert Gonera (* 1. Februar 1969 in Syców) ist ein polnischer Schauspieler.

## Leben
Gonera schloss 1991 eine Schauspielausbildung an der Staatlichen Schauspielschule PWST Breslau ab. Seit seinem Diplom arbeitet er vor allem mit Breslauer Theatern zusammen. Zwischen 1992 und 1999 gehörte er zum Ensemble des Teatr Polski in Breslau.
1999 gelang ihm mit dem Film Die Schuld der Durchbruch als Filmschauspieler. Für die Hauptrolle in diesem Thriller wurde er 2000 mit dem Polnischen Filmpreis als bester Hauptdarsteller ausgezeichnet. Der Film von Krzysztof Krauze wurde gleichzeitig auch als bester Film des Jahres ausgezeichnet. Im gleichen Jahr übernahm er eine Rolle in der TV-Serie M jak miłość, wodurch seine Popularität in Polen noch vergrößert wurde. Insgesamt spielte er zwischen 2000 und 2006 in 112 Folgen der Serie.
Seit 2016 spielt er in einer wiederkehrenden Rolle im Polizeiruf 110 als Inspektor Karol Pawlak.
Er war zweimal verheiratet. Seine erste Ehefrau war die Schauspielerin Jolanta Fraszyńska (1990–1994). Von 2003 bis 2012 war er mit Karolina Wolska verheiratet. Er hat drei Kinder.

## Filmografie (Auswahl)
- 1997: Tatort: Eiskalt
- 1999: Die Schuld (Dług)
- 2001: Lauter als Bomben (Glosniej od bomb)
- 2002: Brücken der Liebe (Dwie milosci)
- 2005: Molly's Way
- 2011: Daas
- 2016: Polizeiruf 110: Der Preis der Freiheit
- 2017: Tod einer Kadettin
- 2017: Polizeiruf 110: Muttertag
- 2017: Polizeiruf 110: Das Beste für mein Kind
- 2018: Polizeiruf 110: Demokratie stirbt in Finsternis
- 2018: Polizeiruf 110: Der Fall Sikorska
- 2019: Polizeiruf 110: Heimatliebe
- 2019: Polizeiruf 110: Tod einer Journalistin
- 2019: The Pleasure Principle – Geometrie des Todes (Zasada przyjemności)
- 2021: Polizeiruf 110: Monstermutter
- 2022: Polizeiruf 110: Hildes Erbe
- 2022: Polizeiruf 110: Abgrund
- 2023: Polizeiruf 110: Cottbus Kopflos
- 2024: Polizeiruf 110: Schweine
- 2024: Polizeiruf 110: Wasserwege